# Франксо
Франксо́ (фр. Franxault) — коммуна во Франции, находится в регионе Бургундия. Департамент коммуны — Кот-д’Ор. Входит в состав кантона Сен-Жан-де-Лон. Округ коммуны — Бон.
Код INSEE коммуны — 21285.

## Население
Население коммуны на 2010 год составляло 409 человек.
| 1962 | 1968 | 1975 | 1982 | 1990 | 1999 | 2010 |
| ---- | ---- | ---- | ---- | ---- | ---- | ---- |
| 343  | 317  | 296  | 359  | 385  | 389  | 409  |

## Экономика
В 2010 году среди 274 человек трудоспособного возраста (15—64 лет) 210 были экономически активными, 64 — неактивными (показатель активности — 76,6 %, в 1999 году было 68,3 %). Из 210 активных жителей работали 198 человек (116 мужчин и 82 женщины), безработных было 12 (5 мужчин и 7 женщин). Среди 64 неактивных 14 человек были учениками или студентами, 30 — пенсионерами, 20 были неактивными по другим причинам.